# Alexandre Sabatou
Pour les articles homonymes, voir Sabatou.
Alexandre Sabatou, né le 18 février 1993 à Nogent-sur-Marne (Val-de-Marne), est un homme politique français.
Membre du mouvement L'Avenir français de Jean-Philippe Tanguy, il rejoint le Rassemblement national en 2020. Il est élu député dans la 3e circonscription de l'Oise lors des élections législatives de 2022.

## Biographie
Alexandre Sabatou est né le 18 février 1993 à Nogent-sur-Marne. Après avoir travaillé en tant qu'ingénieur de l’industrie et des mines en 2021, il devient chef de projet des systèmes d’information à la douane.
Il commence sa carrière politique en 2018 en tant que président des Jeunes du parti Debout la France. En 2020, il quitte cependant le parti souverainiste fondé par Nicolas Dupont-Aignan en compagnie d'une soixantaine de cadres et cofonde le mouvement L'Avenir français.
En 2021, il est candidat aux élections départementales dans l'Oise dans le canton de Méru, ainsi qu’aux élections régionales dans les Hauts-de-France, figurant en 10e position sur la liste de Sébastien Chenu. Il ne parviendra cependant pas à se faire élire.
En 2022, il est élu député de la 3e circonscription de l'Oise. Lors du second tour des élections législatives, il recueille 52,42 % des voix, devançant la candidate de la NUPES, Valérie Labatut (47,58 %). Il devient membre de la commission des Finances de l'Assemblée nationale. Il est réélu en 2024 avec près de 52 % des voix.

### Élections législatives
| Année | Parti | Parti | Circonscription | 1er tour | 1er tour | 1er tour | 2e tour | 2e tour | 2e tour |
| Année | Parti | Parti | Circonscription | %        | voix     | Issue    | %       | voix    | Issue   |
| ----- | ----- | ----- | --------------- | -------- | -------- | -------- | ------- | ------- | ------- |
| 2022  |       | LAF   | 3e de l'Oise    | 30,14    | 9 031    | 1er      | 52,42   | 14 066  | élu     |
| 2024  |       | LAF   | 3e de l'Oise    | 43,10    | 19 487   | 1er      | 51,96   | 21 940  | élu     |